# Арсакий Медиоланский
Арсакий Медиоланский (нем. Arsacius, итал. Arsacio, арм. Արշակ), ? — V или VI век, Милан, Италия) — святой, признанный католической и православной церквами. В РПЦ МП он не канонизирован.
О жизни святого Арсакия нет никаких документальных подтверждений. Есть версия, что он был армянином. Согласно церковному преданию, он был епископом Милана, возможно мучеником или исповедником. Нет точных дат его жизни и смерти. Датировки варьируют от 400 года до VI века. Вполне вероятно, что святой Арсакий был учеником святого Амвросия Медиоланского и занял епископскую кафедру Милана после его смерти.
Мощи святого Арсакия были перенесены из Рима в немецкое аббатство Ильммюнстер в 776 году. Здесь постоянно росло почитание святого, вплоть до сооружения и освящения базилики, названной в его честь.
В 1495 году мощи были перенесены в Мюнхен, но в 1846 году вновь возвращены в кафедральный собор Ильммюнстера, где сохраняются по сей день. День памяти святого Арсакия — 12 ноября.